# Taste the Pain
Taste the Pain е единадесетият издаден сингъл на американската фънк рок група Ред Хот Чили Пепърс. Това е седмата песен от албума „Mother's Milk“.
Песента съществува и в по-дълъг вариант, който е част от саундтрака на филма „Say Anything...“. Песента е записана преди включването на Чад Смит към бандата и зад барабаните стои Филип Фишер от Fishbone. Сингълът включва и изпълнение на тромпет от Майкъл Балзари.